# Resolució 1146 del Consell de Seguretat de les Nacions Unides
La Resolució 1146 del Consell de Seguretat de les Nacions Unides fou adoptada per unanimitat el 23 de desembre de 1997.
Després de recordar totes les resolucions sobre Xipre, en particular les resolucions 186 (1964), 939 (1994) i 1117 (1997), el Consell va ampliar el mandat de la Força de les Nacions Unides pel Manteniment de la Pau a Xipre (UNFICYP) durant sis mesos més fins al 30 de juny de 1998.
El Govern de Xipre va tornar a acceptar la presència contínua de la UNFICYP a l'illa. Les tensions al llarg de la línia d'alto el foc es van mantenir elevades, tot i que el nombre d'incidents greus havia disminuït. També es va observar que hi havia més restriccions a la llibertat de circulació de la UNFICYP i que les negociacions per una resolució mútuament acceptable eren bloquejades continúnuament després de dues converses directes recents entre Xipre i Xipre del Nord.
El mandat de la UNFICYP es va ampliar fins al 30 de juny de 1998. Era important que les parts acceptessin ràpidament les mesures proposades per la UNFICYP per reduir la tensió. També era preocupat per l'enfortiment de les armes militars al sud de Xipre i la manca de progrés en la disminució del nombre de tropes estrangeres. En aquest sentit, el Consell va instar a la República de Xipre a retallar les despeses de defensa i retirar tropes estrangeres, amb una visió general de la desmilitarització de tota l'illa.
Després de reiterar la inacceptabilitat de la situació actual, el Consell va acollir amb beneplàcit la intenció del secretari general Kofi Annan de reprendre les negociacions el març de 1998, i es va instar a tots dos líders xipriotes que cooperessin amb el secretari general. Va donar la benvinguda a un acord dels líders sobre persones desaparegudes el juliol de 1997 i es van instar als esdeveniments bicomunals -que havien augmentat- per millorar la cooperació mútua i la confiança entre les dues comunitats.
El secretari general Kofi Annan va rebre instruccions per informar al Consell el 10 de juny de 1998 sobre l'aplicació de la resolució actual.